# Franco Bottari
Franco Bottari (Caserta, 1925 – Roma, 4 gennaio 1988) è stato uno scenografo, sceneggiatore, costumista pittore, arredatore e regista italiano.

## Filmografia

### Architetto-scenografo-costumista e arredatore
- I tre volti (segmenti "Il provino" e "Gli amanti celebri") (1965)
- Svegliati e uccidi, regia di Carlo Lizzani (1966)
- Per 100.000 dollari t'ammazzo, regia di Giovanni Fago (1967)
- Da uomo a uomo, regia di Sergio Sollima (1967)
- Ognuno per sé, regia di Giorgio Capitani (1968)
- Al di là della legge (1968)
- La pecora nera (1968)
- L'età del malessere (1968)
- Seduto alla sua destra (1968)
- Il prof. dott. Guido Tersilli primario della clinica Villa Celeste convenzionata con le mutue (1969)
- Così dolce... così perversa (1969)
- La stagione dei sensi (1969)
- La notte dei serpenti (1969)
- Senza sapere niente di lei (1969)
- Dove vai tutta nuda? (1969)
- Amarsi male, regia di Fernando Di Leo (1969)
- I ragazzi del massacro, regia di Fernando Di Leo (1969)
- Ancora una volta prima di lasciarci (1973)
- Diario di un italiano (1973)
- La polizia chiede aiuto (1974)
- Labbra di lurido blu (1975)
- Ondata di piacere (1975)
- L'ultimo treno della notte, regia di Aldo Lado (1975)
- Lo stallone (1975)
- Uomini si nasce poliziotti si muore, regia di Ruggero Deodato (1976)
- La cameriera seduce i villeggianti, regia di Aldo Grimaldi (1980)

### Sceneggiatore
- Nude... si muore (1968)
- Una ondata di piacere (1975)
- Labbra di lurido blu (1975)
- Quelli della calibro 38 (1976)
- Il commissario Verrazzano (1978)

### Regista e sceneggiatore
- 24 ore... non un minuto di più (1973)
- Voglia di donna (1978)
- La vedova del trullo (1979)